# Aristida hunbertii
Aristida hunbertii är en gräsart som beskrevs av Bourreil. Aristida hunbertii ingår i släktet Aristida och familjen gräs.
Artens utbredningsområde är Angola. Inga underarter finns listade i Catalogue of Life.